# بیدو موردی
بیدو موردی روستایی از توابع بخش ریز شهرستان جم استان بوشهر در جنوب ایران.
این روستا در دهستان انارستان قرار دارد و بر اساس سرشماری سال ۱۳۸۵ جمعیت آن ۴۵ نفر بوده و در سال ۱۳۹۵ جمعیت آن ۳۴ نفر می‌باشد.